# Neue Darnyzkyj-Brücke
Die Neue Darnyzkyj-Brücke (ukrainisch Новий Дарницький міст; auch Ponte Kirpa genannt) ist eine Straßen- und Eisenbahnbrücke über den Dnepr vier Kilometer südöstlich des Zentrums der ukrainischen Hauptstadt Kiew. Sie ist die dritte Brücke an dieser Stelle des Flusses und erhielt den Namen vom Verwaltungsbezirk Rajon Darnyzja in Kiew, der auf der linken Seite des Flusses Dnepr liegt.
Die Eisenbahnbrücken von Darnyzkyj bilden den wichtigsten Flussübergang über den Dnepr für den Schienenverkehr im Norden der Ukraine. Sie verbinden den Hauptbahnhof Kyjiw-Passaschyrskyj im Westen mit dem Bahnhof Darnyzja im Osten der Stadt.

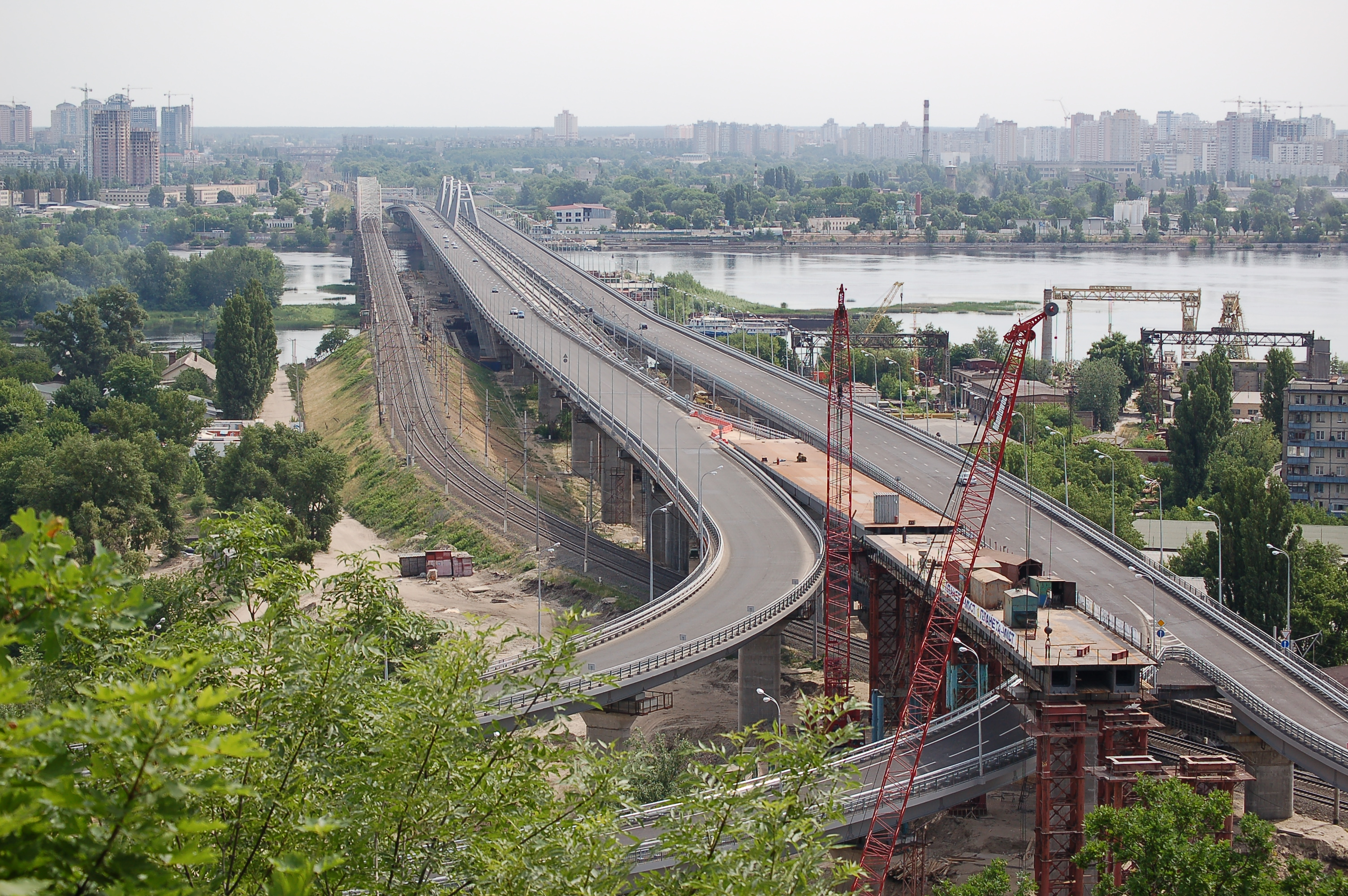
Die Neue Darnyzkyj-Brücke von Westen; Baustelle eines Anschlussbauwerks. Links die ältere Darnyzkyj-Eisenbahnbrücke

## Geschichte
Eine erste Eisenbahnbrücke bei diesem Flussübergang war eine zwischen 1868 und 1870 erbaute Gitterträgerbrücke. Sie trug den Namen Struwe-Eisenbahnbrücke nach dem deutsch-russischen Ingenieur Amand Jegorowitsch Struwe, der den Bau beaufsichtigte. Die einspurige Brücke ruhte auf elf Pfeilern und bestand aus zwölf je 89 m langen Trägern. Zu ihrer Bauzeit war sie die längste Eisenbahnbrücke der Welt. Die Brücke wurde bei Kriegshandlungen in den Jahren 1920, 1941 und 1943 schwer beschädigt. Heute ist von ihr nur noch ein gemauerter Pfeiler im Fluss vorhanden.
1946 bis 1951 wurde die zweite Eisenbahnbrücke, die Darnyzkyj-Eisenbahnbrücke, unmittelbar neben den Überresten der ehemaligen Struwebrücke gebaut. Die zweispurige Brücke besteht auf der rechten, der westlichen Flussseite, die Untiefen und kleine Inseln aufweist, aus zwölf Bögen in armiertem Beton und wird auf der linken, für den Schiffsverkehr benützten Flussseite von drei großen Stahlfachwerkbögen getragen. Die Zufahrtsrampen führen über lange Erddämme, um die wegen der Flussschifffahrt nötige Höhe zu erreichen.
Die Neue Darnyzkyj-Brücke steht rund 50 m südlich, also flussabwärts von der Darnyzkyj-Eisenbahnbrücke. Sie verfügt in der Mitte über einen doppelspurigen Schienenweg und auf beiden Seiten je über eine dreispurige Fahrbahn der Straßenbrücke. Das Bauwerk soll die älteren Dneprbrücken von einem Teil des Verkehrs entlasten. Auf der rechten Flussseite überqueren die Fahrbahnen die Bahnlinien und münden über lange Viadukte in die Naddnipryans’ke-Stadtautobahn; auf der linken, östlichen Seite erreichen sie geradeaus die Petra Radzinia-Straße.
Wie bei der älteren Darnyzkyj-Brücke besteht auch die Neue Darnyzkyj-Brücke über der linken Flussseite aus drei Bogenbrücken, die nach dem System des Langerschen Balkens konstruiert sind. Die Bögen stehen über dem Schienenweg in der Mitte und tragen die seitlich angehängten Fahrbahnen der Straße.
Am 7. März 2010 fanden erste Probefahrten auf der Eisenbahnbrücke statt. Am 27. September 2010 wurde ein Teil der Brücke für den fahrplanmäßigen Bahnverkehr freigegeben.

## Besonderes
2018 wurden auf der neuen Brücke Szenen für das Musikvideo Nothing Breaks Like a Heart mit Miley Cyrus gedreht.